# USS Don O. Woods (APD-118)
USS Don O. Woods (APD-118) là một tàu vận chuyển cao tốc lớp Crosley, nguyên được cải biến từ chiếc DE-721, một tàu hộ tống khu trục lớp Rudderow, và đã phục vụ cùng Hải quân Hoa Kỳ trong Chiến tranh Thế giới thứ hai. Nó là chiếc tàu chiến duy nhất của Hải quân Hoa Kỳ được đặt cái tên này, theo tên hạ sĩ quan quân y Don Otis Woods (1922-1942),
người từng phục vụ tại khu vực quần đảo Solomon, đã tử trận trong cuộc đổ bộ lên Gavutu vào ngày 8 tháng 8, 1942 và được truy tặng Huân chương Ngôi sao Bạc. Nó đã phục vụ cho đến khi chiến tranh kết thúc, xuất biên chế năm 1946, rồi được chuyển cho Mexico năm 1963 và tiếp tục phục vụ như là chiếc ARM Usumacinta/Miguel Hidalgo (B-06) cho đến năm 2001. Con tàu cuối cùng bị bán để tháo dỡ.

## Thiết kế và chế tạo
Thiết kế của lớp Crosley dựa trên việc cải biến lớp tàu hộ tống khu trục Rudderow. Cấu trúc thượng tầng con tàu được mở rộng, đồng thời tháo dỡ bớt vũ khí trang bị để lấy chỗ bố trí nơi nghỉ cho 162 binh lính được vận chuyển cùng khoảng 40 tấn trang bị. Hệ thống động lực tương tự như với các lớp Buckley và Rudderow; là kiểu động cơ turbine-điện General Electric, cung cấp điện năng cho mô-tơ điện để dẫn động hai trục chân vịt.
Dàn vũ khí được giữ lại bao gồm một khẩu pháo 5 inch (130 mm)/38 cal bố trí một phía trước mũi; ba khẩu đội pháo phòng không Bofors 40 mm nòng đôi và sáu pháo phòng không Oerlikon 20 mm; vũ khí chống ngầm gồm hai đường ray Mk. 9 để thả mìn sâu. Thủy thủ đoàn đầy đủ bao gồm 15 sĩ quan và 168 thủy thủ; và con tàu được bố trí tiện nghi để vận chuyển 12 sĩ quan cùng 150 binh lính đổ bộ.
Don O. Woods được đặt lườn như là chiếc DE-721 tại xưởng tàu của hãng Dravo Corporation, ở Pittsburgh, Pennsylvania vào ngày 1 tháng 12, 1944. Nó được hạ thủy vào ngày 9 tháng 2, 1944, được đỡ đầu bởi bà H. R. Woods, mẹ của hạ sĩ quan Woods. Đang khi được hoàn thiện tại xưởng tàu của hãng Consolidated Steel Company ở Orange, Texas, con tàu được xếp lại lớp như một tàu vận chuyển cao tốc vào ngày 17 tháng 7, 1944, mang ký hiệu lườn mới APD-118, và nhập biên chế cùng Hải quân Hoa Kỳ vào ngày 28 tháng 5, 1945 dưới quyền chỉ huy của Hạm trưởng, Thiếu tá Hải quân Lawton H. Crosby.

## Lịch sử hoạt động

### USSDon O. Woods
Sau khi hoàn tất việc chạy thử máy huấn luyện tại khu vực vịnh Guantánamo, Cuba, Don O. Woods được chuẩn bị để điều động sang khu vực Mặt trận Thái Bình Dương. Nó khởi hành từ Norfolk, Virginia vào ngày 9 tháng 8, 1945, và đang băng qua kênh đào Panama khi Nhật Bản chấp nhận đầu hàng vào ngày 15 tháng 8 giúp chấm dứt vĩnh viễn cuộc xung đột. Nó vẫn tiếp tục hành trình hướng sang Viễn Đông, ghé đến San Diego, California trước khi đi đến Trân Châu Cảng vào ngày 7 tháng 9.
Lên đường năm ngày sau đó, Don O. Woods vận chuyển những hành khách Hải quân và Lục quân đi đến Saipan, và tiếp tục đi sang Leyte, Phlippines, đến nơi vào ngày 7 tháng 10. Con tàu phục vụ tại khu vực quần đảo Philippine cho đến ngày 23 tháng 1, 1946, khi nó rời Manila để quay trở về Hoa Kỳ. Về đến San Pedro, Los Angeles vào ngày 13 tháng 2, nó được cho xuất biên chế vào ngày 18 tháng 6, 1946 và đưa về thành phần dự bị. Tên nó được cho rút khỏi danh sách Đăng bạ Hải quân vào ngày 12 tháng 12, 1963.

### ARMUsumacinta/Miguel Hidalgo(H-06)
Don O. Woods được chuyển giao cho chính phủ Mexico vào ngày 12 tháng 12, 1963 trong khuôn khổ Chương trình Viện trợ Quân sự. Nó phục vụ cùng Hải quân Mexico như là chiếc ARM Usumacinta (H06),  tên được đặt theo sông Usumacinta. Đến năm 1964 nó được xếp lại lớp như một tàu hộ tống khu trục và mang ký hiệu lườn B06 và được đổi tên thành Miguel Hidalgo. Nó được cho ngừng hoạt động và bị tháo dỡ vào năm 2001.

## Phần thưởng
Nguồn: Navsource Naval History
|  |  |  |
|  |  |  |

| Huân chương Chiến dịch Hoa Kỳ                 |                                      |                                         |
| Huân chương Chiến dịch Châu Á-Thái Bình Dương | Huân chương Chiến thắng Thế Chiến II | Huân chương Phục vụ Chiếm đóng Hải quân |